# Тетрапалладийтригольмий
Тетрапалладийтригольмий — бинарное неорганическое соединение
палладия и гольмия
с формулой Ho3Pd4,
кристаллы.

## Получение
- Сплавление стехиометрических количеств чистых веществ:

{\displaystyle {\mathsf {4Pd+3Ho\ {\xrightarrow {1430^{o}C}}\ Ho_{3}Pd_{4}}}}

## Физические свойства
Тетрапалладийтригольмий образует кристаллы
тригональной сингонии,
пространственная группа R 3,
параметры ячейки a = 1,3070 нм, c = 0,5677 нм, Z = 6
структура типа тетрапалладийтриплутония Pu3Pd4
.
Соединение конгруэнтно плавится при температуре 1430°C.